# 마린스키 발레단
마린스키 발레단(러시아어: Балет Мариинского театра)은 러시아 상트페테르부르크에 위치한 마린스키 극장을 기반으로 활동하는 클래식 발레단이다.
18세기에 창설되어 원래는 '러시아 제국 발레단'(Imperial Russian Ballet)으로 알려졌던 마린스키 발레단은 세계 최고의 발레단 중 하나로 평가받는다. 국제적으로는 여전히 소련 시절의 이름인 '키로프 발레단'(Kirov Ballet)으로 알려져 있는 경우도 있다. 마린스키 발레단은 세계적인 발레 학교인 바가노바 발레 아카데미(Vaganova Ballet Academy)의 모체이기도 하다.

## 역사

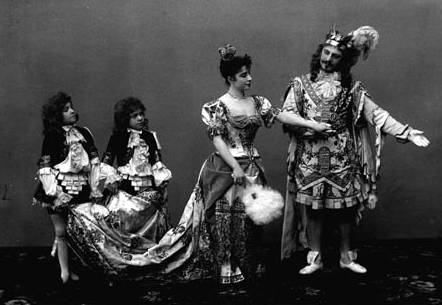
1890년 초연된 《잠자는 숲속의 미녀》에서 오로라 공주와 데지레 왕자를 연기한 제국 발레단의 칼로타 브리안차와 파벨 게르트

마린스키 발레단은 1738년에 러시아 최초의 무용학교가 설립된 이후, 1740년대에 창설되었다.
처음에는 ‘제국 극장 학교(Imperial Theatre School)’라는 이름으로 1738년 5월 4일 상트페테르부르크 겨울 궁전에서 설립되었으며, 오늘날 바가노바 발레 아카데미의 전신이다. 이 학교는 프랑스 출신의 발레 마스터이자 교사인 장바티스트 랑데(Jean-Baptiste Landé)에 의해 창립되었으며, 젊은 무용수를 훈련시켜 러시아 최초의 발레단을 창설하는 것이 목적이었다.
‘러시아 제국 발레단’ 시절, 이 단체는 마리우스 프티파의 수많은 발레 작품을 초연했다. 그의 작품 중 상당수는 오늘날 전통 클래식 발레 레퍼토리의 핵심으로 남아 있으며, 세계 여러 발레단에서 그의 안무를 많이 유지한 채 공연되고 있다. 이 작품에는  《호두까기 인형》, 《잠자는 숲속의 미녀》, 《돈키호테》, 《라 바야데르》, 《라이몬다》의 초연과, 《코펠리아》, 《지젤》, 《르 코르세르》 같은 기존 작품의 인기 있는 재구성이 포함된다. 프티파가 재구성한 《백조의 호수》는 이 발레단을 위한 그의 대표작 중 하나로 꼽힌다. 이 작품은 원래 율리우스 라이징어가 1877년 볼쇼이 극장에서 초연한 것이지만, 비평과 흥행 면에서 실패했다. 프티파는 차이콥스키의 동의를 얻어 이 작품을 부활시키려 했으나, 작곡가는 새 버전이 만들어지기 전 사망했다. 이후 프티파는 차이콥스키의 동생 모데스트 차이콥스키와 협업하여 줄거리를 대폭 수정하고 대본을 새롭게 썼다. 안무는 프티파와 그의 협력자 레프 이바노프가 맡았으며, 이들의 《백조의 호수》는 1895년 마린스키 극장에서 초연되어 성공을 거두었다.
러시아 혁명 이후, 소련 정부는 발레 학교와 단체를 차르 체제의 상징으로 간주하고 폐쇄했다. 이후 발레단이 먼저 재편되어 1920년에 ‘국립 아카데믹 오페라 발레 극장(State Academic Theatre of Opera and Ballet)’이라는 이름으로 재출범했고, 학교는 ‘레닌그라드 국립 안무학교(Leningrad State Choreographic School)’로 다시 문을 열었다. 두 기관 모두 이전의 위치에서 활동을 재개했다.
1934년 소련의 주요 정치인이었던 세르게이 키로프가 암살된 후, 발레단은 1935년 그의 이름을 따 ‘키로프 발레단’(Kirov Ballet)으로 이름을 바꾸었으며, 이 이름은 현재까지도 종종 잘못 사용되기도 한다. 공산주의 체제가 붕괴된 이후, 발레단과 오페라단은 극장의 이름을 따서 1992년 ‘마린스키 발레단’과 ‘마린스키 오페라단’으로 다시 이름을 바꾸었다. 두 단체는 현재 마린스키 극장의 운영 아래에 있다.
현재 마린스키 발레단의 감독은 유리 파테예프(Yuri Fateyev)이다.